# Apostolska nunciatura v Siriji
Apostolska nunciatura v Siriji je diplomatsko prestavništvo (veleposlaništvo) Svetega sedeža v Siriji, ki ima sedež v Damasku; ustanovljena je bila 27. junija 1762.
Trenutni apostolski nuncij je Mario Zenari.

## Seznam apostolskih nuncijev
- Aloisio Gandolfi (11. avgust 1815–13. januar 1818)
- Luigi Biavi (13. november 1876–28. avgust 1889)
- Pietro Gonzalez Carlo Duval (25. februar 1896]] - ?)
- Rémy-Louis Leprêtre (18. marec 1936–7. maj 1947)
- Paolo Pappalardo (1953–1958)
- Luigi Punzolo (1962–1967)
- Raffaele Forni (17. junij 1967–19. september 1969)
- Achille Marie Joseph Glorieux (19. september 1969–3. avgust 1973)
- Amelio Poggi (26. september 1973–23. december 1974)
- Angelo Pedroni (15. marec 1975–6. julij 1983)
- Nicola Rotunno (30. avgust 1983–8. december 1987)
- Luigi Accogli (17. junij 1988–18. februar 1993)
- Pier Giacomo De Nicolò (11. februar 1993–21. januar 1999)
- Diego Causero (31. marec 1999–10. januar 2004)
- Giovanni Battista Morandini (6. marec 2004–21. september 2008)
- Mario Zenari (30. december 2008–danes)